# Брусівка (Старобільський район)
Бру́сівка — село в Україні, у  Біловодській селищній громаді Старобільського району Луганської області. Населення становить 717 осіб. До 2017 року орган місцевого самоврядування — Брусівська сільська рада.

## Історія
Село було засновано наприкінці XVII століття на лівому березі середньої течії річки Сухий Обиток. Названо на честь першого жителя Йосипа Степановича  Бруса. Згодом у селі почали оселятись донські козаки, воїни Ізюмського слобідського полку. Брусівка належала до Литвинівської волості.
У другій половині XVIII — на початку XIX століття в селі було збудовано храм Святої Покрови.
Мешканці села брали участь у французько-російській війні 1812 року, битвах Першої світової війни, повстаннях проти білокозаків тощо.
Під час голодомору 1933—1934 років більше половини жителів села померли. Для допомоги тим, хто залишився, було створено 2 притулки.
9 червня 1942 року село було окуповане військами вермахту. Частину підлітків вивезли на примусові роботи до Німеччини. На фронти німецько-радянської війни пішли 300 осіб. Вони були учасниками сталінградської та курської битв. У тій війні загинули 190 жителів села.
5 лютого 1965 Указом Президії Верховної Ради Української РСР передано Брусівську сільраду Старобільського району до складу Біловодського району.

## Населення
За даними перепису 2001 року населення села становило 717 осіб, з них 97,07 % зазначили рідною мову українську, а 2,93 % — російську.

## Відомі особи
Уродженцем села є Дяченко Володимир Данилович — доктор хімічних наук, професор.